# Боталлактит
Боталлактит (боталлакит) — минерал из класса галогенидов, относится к группе атакамита. Полиморфен с атакамитом, анатакамитом и клиноатакамитом. Открыт в 1865 году в месторождении Боталлак (Корнуолл, Великобритания).

## Кристаллография
Точечная группа — 2/m — Моноклинно-призматический
Пространственная группа — P21/m (P1 1 21/m) [P21/m] {P1 21/m 1}
Сингония — Моноклинная
Параметры ячейки — a = 5.717Å, b = 6.126Å, c = 5.636Å
β = 93,07°
Отношение — a: b: c = 0.933 : 1 : 0.92
Число формульных единиц (Z) — 2
Объем элементарной ячейки — V 197.10 Å³ (рассчитано по параметрам элементарной ячейки).

## Формы выделения
Как правило, боталлактит выделяется в виде тонких корок зелёного или голубовато-зелёного цвета, нарастающих на другие минералы. Агрегаты образованы мельчайшими прозрачными кристаллами. Минерал может образовывать радиально-лучистые агрегаты, состоящие из тонких игольчатых кристаллов длина которых составляет не более двух миллиметров.

## Образование
Боталлактит образуется в коре выветривания медных месторождений, расположенных на берегу океана. Для образования боталлактита необязателен прямой контакт с морской водой, достаточно содержания хлора в воздухе. Иногда минерал находят в медных жилах, расположенных рядом с континентальными месторождениями соли. Также боталлактит образуется как продукт окисления сульфидов меди в подводных чёрных курильщиках.

## Химический состав
Медь — 59,51 % (в виде CuO — 74,49 %), водород — 1,42 % (в виде оксида — 12,65 %), хлор — 16,60 %, кислород — 22,47 %.

## Месторождения
Основные месторождения боталлактита располагаются в Корнуолле (Великобритания), Греции, Ирландии, Германии, Австрии, Италии и США (Оклахома, Аризона, Нью-Йорк).